# Abbey Mills Pumping Station
A Abbey Mills Pumping Station original, em Mill Meads, leste de Londres, é uma estação de bombeamento de esgoto projetada pelo engenheiro Joseph Bazalgette, Edmund Cooper e pelo arquiteto Charles Driver. Foi construída entre 1865 e 1868, abrigando oito motores de viga da Rothwell & Co., de Bolton. Dois motores em cada braço de um plano cruciforme, com um estilo bizantino elaborado, contribuíram para que a estação fosse apelidada de The Cathedral of Sewage (em português:  A Catedral de Esgoto). Outro projeto de Bazalgette, a Crossness Pumping Station, está localizada ao sul do Rio Tâmisa em Crossness, no final do Southern Outfall Sewer.
Uma estação de bombeamento de esgoto moderna (Station F) foi concluída em 1997, a cerca de 200 metros ao sul da estação original.

## Galeria

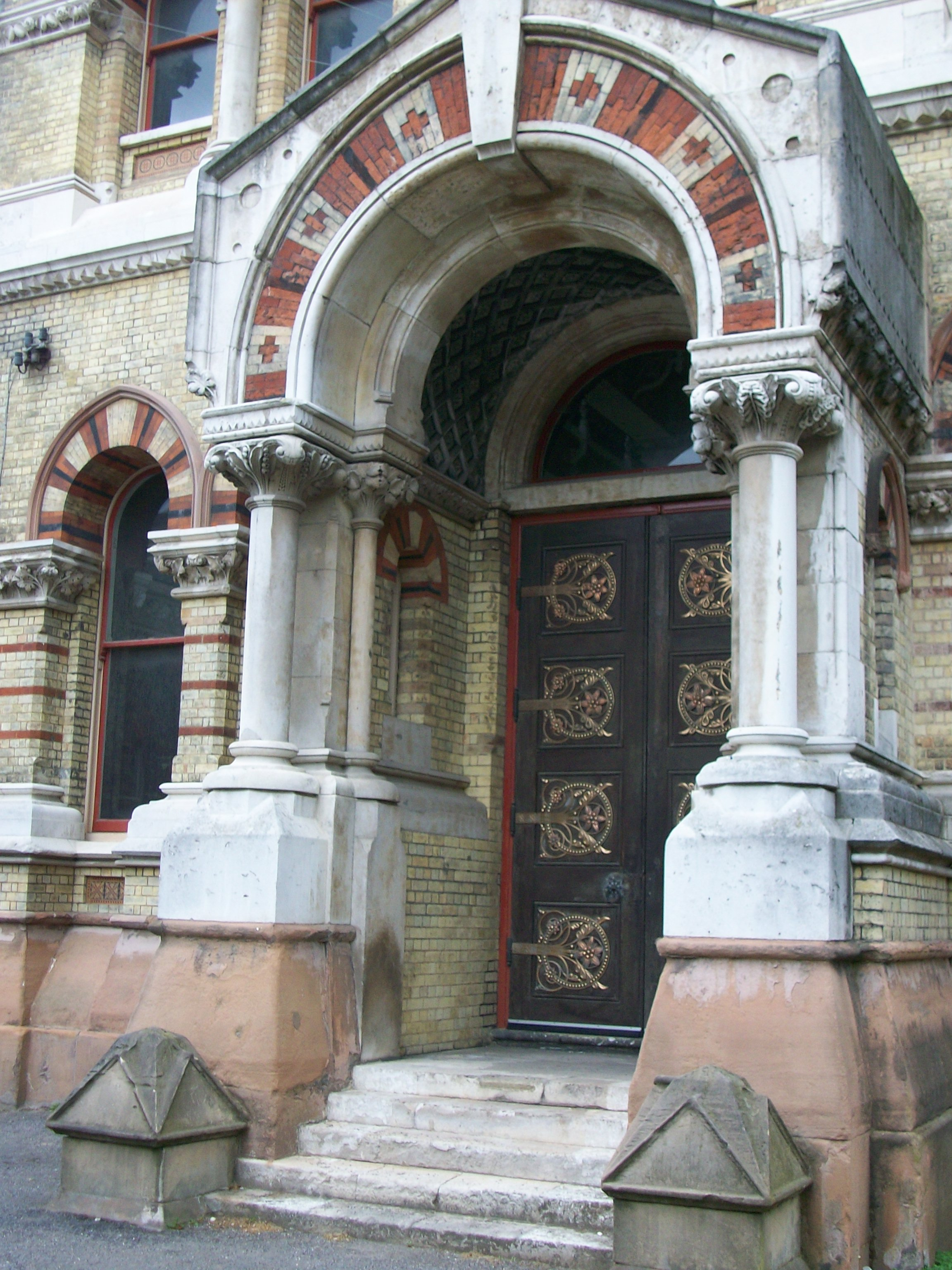
Uma porta da Abbey Mills Pumping Station
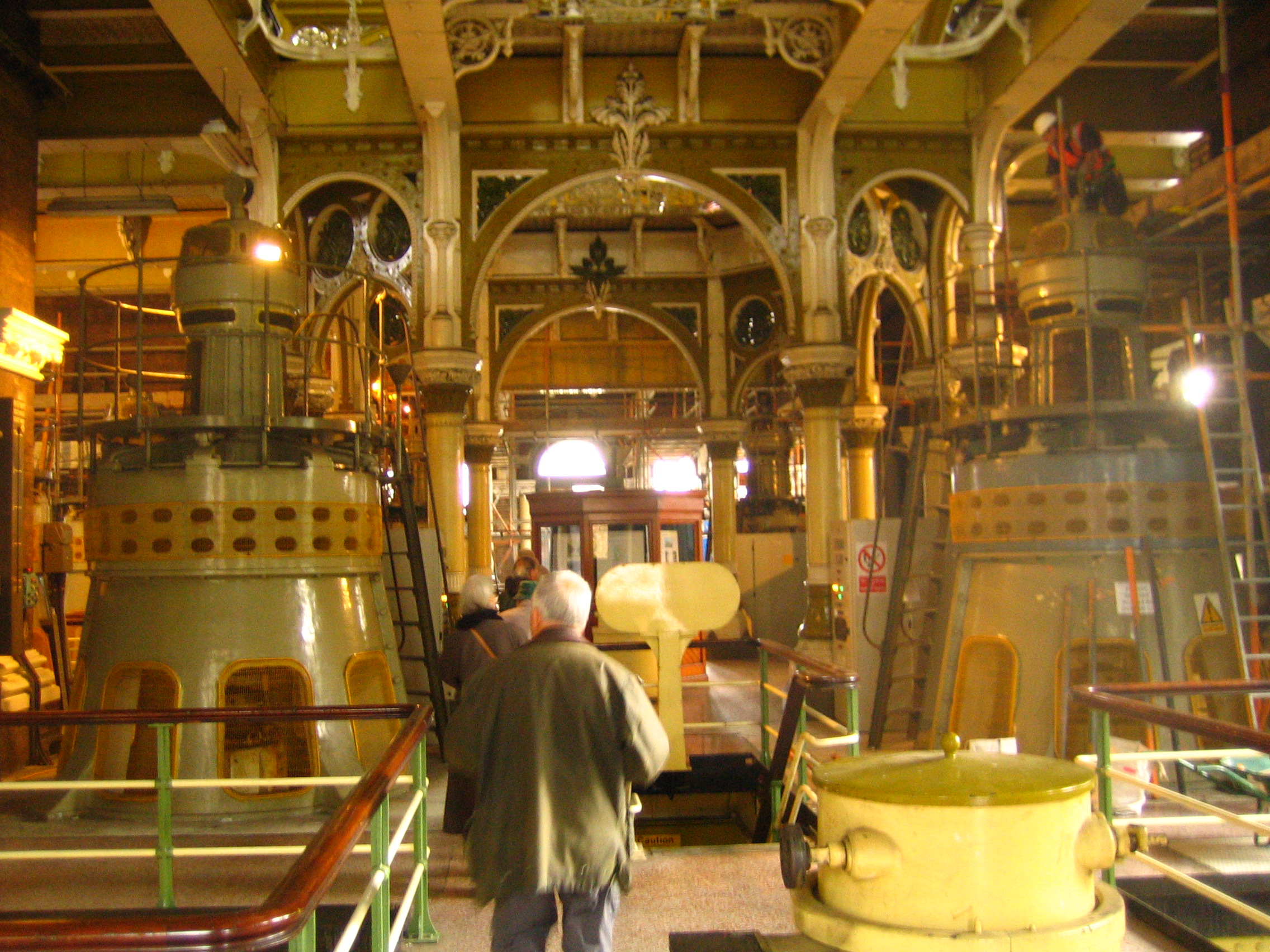
Interior
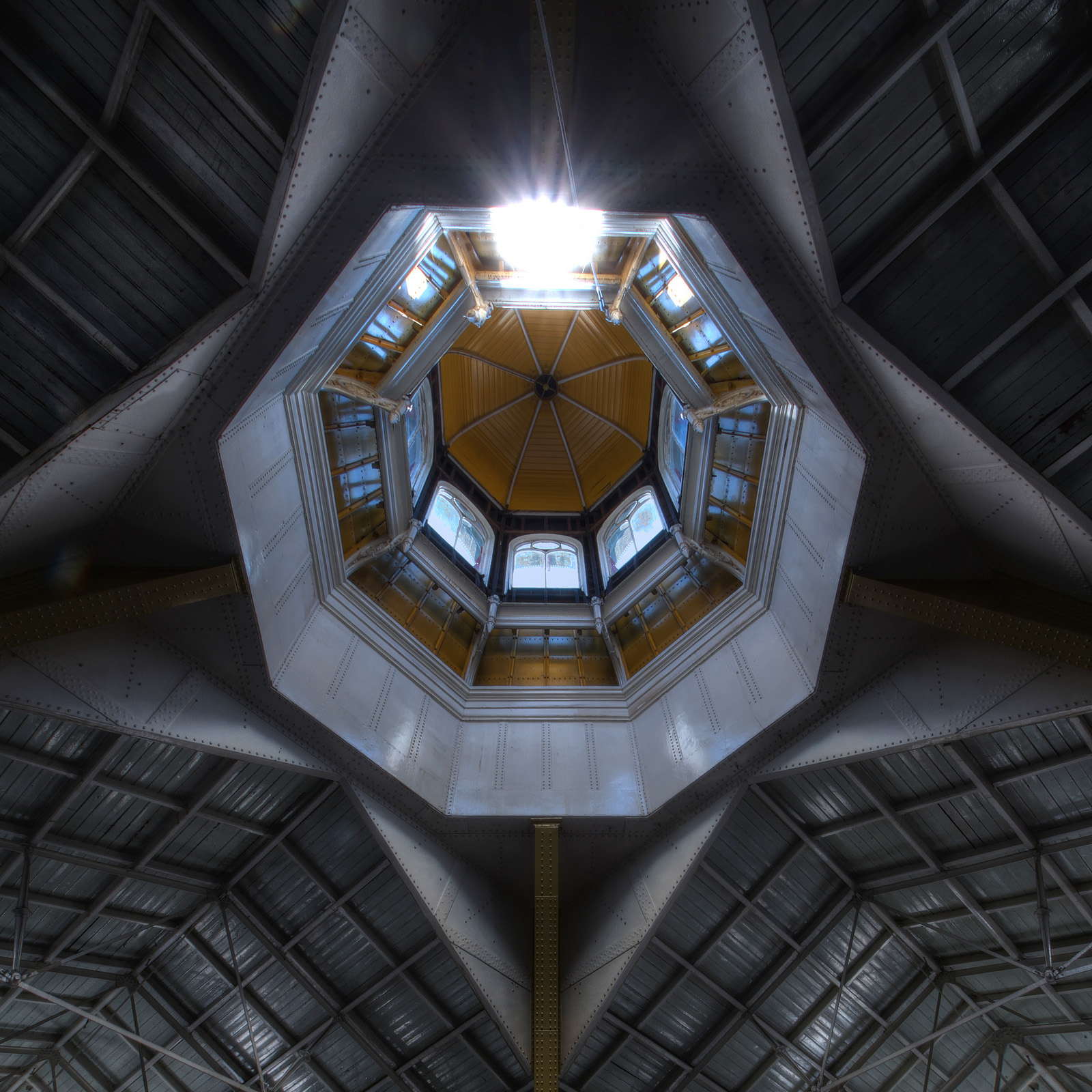
Lanterna da Station A
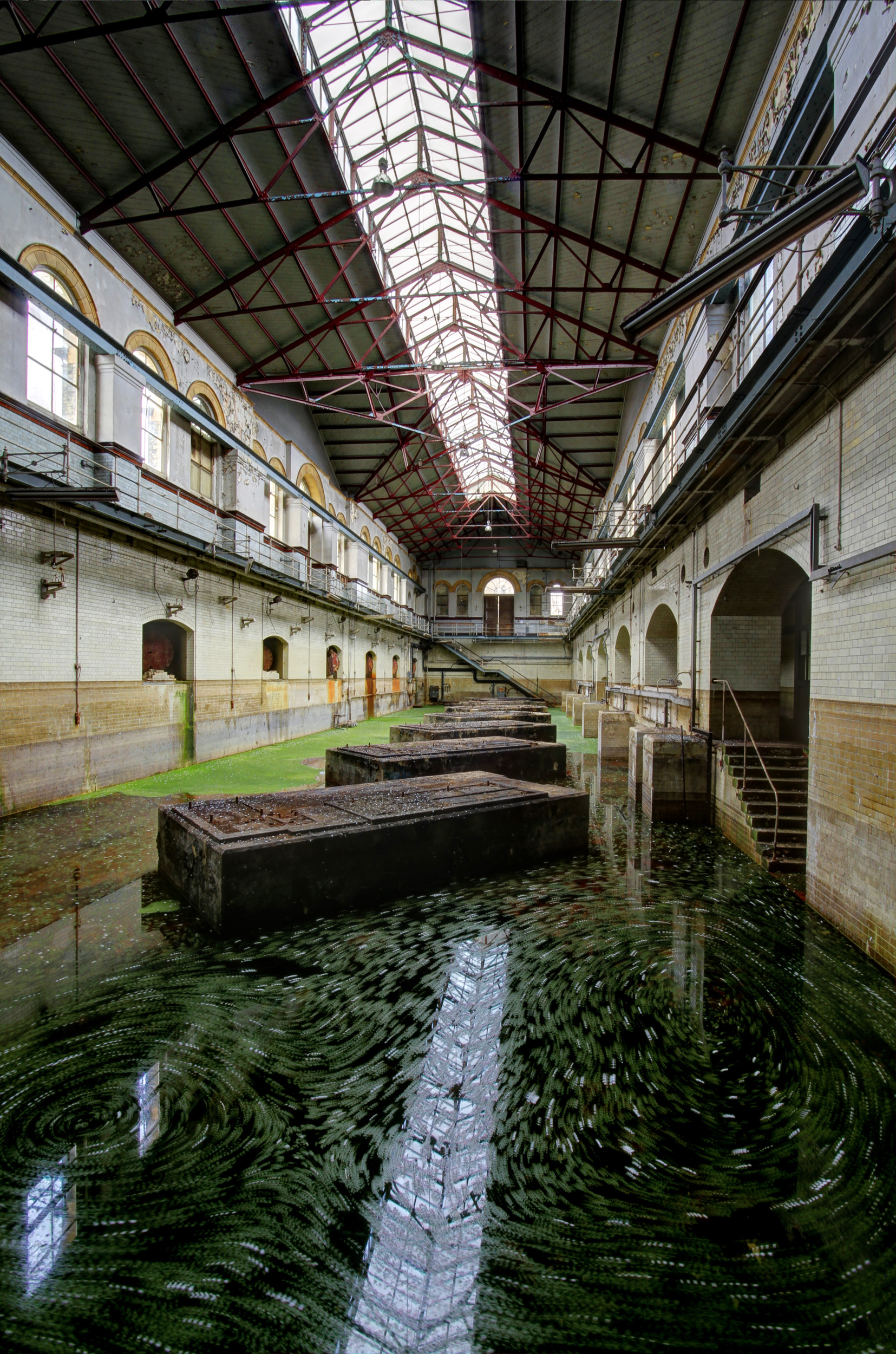
Station C
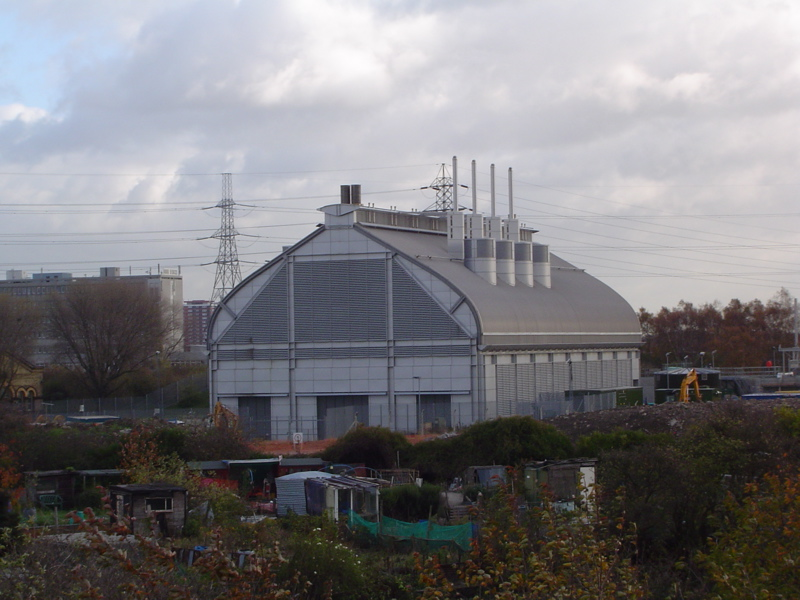
A nova Abbey Mills Pumping Station (Station F)